# Gwangbokjeol teuksa
Pour plus de détails, voir Fiche technique et Distribution.
Gwangbokjeol teuksa (광복절 특사) est un film sud-coréen réalisé par Kim Sang-jin, sorti en 2002.

## Synopsis
Deux prisonniers de longue durée parviennent à s'évader de prison en creusant un tunnel sous le mur de leur prison à l'aide d'une cuillère. De retour dans la société, ils lisent dans le journal qu'ils devaient être graciés le lendemain dans le cadre d'une amnistie spéciale. Le directeur de la prison accepte de faire comme si rien ne s'était passé pour qu'ils puissent en bénéficier, seulement s'ils parviennent à rentrer dans la prison sans se faire remarquer.

## Fiche technique
- Titre : Gwangbokjeol teuksa
- Titre original : 광복절 특사
- Titre anglais : Jail Breakers
- Réalisation : Kim Sang-jin
- Scénario : Jonathan Kim
- Musique : Son Mu-hyeon
- Photographie : Jeong Kwang-Seok
- Montage : Ko Im-pyo
- Production : John Ledford (producteur délégué)
- Société de production : ADV Films, CJ Entertainment et Director's House Film
- Pays :  Corée du Sud
- Genre : Comédie
- Durée : 121 minutes
- Dates de sortie : 
  -  Corée du Sud : 10 octobre 2002

## Distribution
- Sul Kyung-gu : Yoo Jae-pil
- Cha Seung-won : Choi Moo-seok
- Song Yun-ah : Han Kyung-soon
- Yoo Hae-jin : Copper
- Jang Tae-seong : Chul-goo

## Distinctions
Le film a été nommé pour six Grand Bell Awards et en a remporté deux : meilleur second rôle féminin pour Song Yun-ah et meilleure photographie.